# Nati nel 1960/Senza giorno specificato
| Questa pagina contiene informazioni ricavate automaticamente dalle voci biografiche con l'ausilio del template Bio e di un bot. L'aggiornamento è periodico e automatico e ricostruisce completamente la pagina. Se manca una persona in questa lista, sei pregato di non aggiungerla, ma accertati piuttosto che la sua voce biografica contenga il template Bio e che i dati anagrafici siano correttamente compilati. Se il template Bio manca, inseriscilo tu stesso o, in alternativa, metti l'avviso {{tmp\|Bio}} che ne segnala la mancanza. Se i dati riportati sono sbagliati, correggi direttamente la voce biografica; le modifiche saranno visibili in questa lista entro pochi giorni. Per chiarimenti vedi il progetto biografie. La lista contiene solo le 271 persone che sono citate nell'enciclopedia e per le quali è stato implementato correttamente il template Bio. Pagina aggiornata al 18 ago 2025. |

- Khalid A. Al-Falih, politico e manager saudita
- Abu Qatada, politico giordano
- Viviane Alary, scrittrice francese
- Valentino Alfano, paroliere, compositore e cantautore italiano
- Alfredo Alvar, storico spagnolo
- Michelle Ashford, sceneggiatrice e produttrice cinematografica statunitense
- Giovanni Bacci Miranda, ex cestista colombiano
- Joseph Badalucco, attore statunitense
- Mohammad Bagheri, generale iraniano († 2025)
- José Manuel Ballester, pittore e fotografo spagnolo
- Pilar Barrera, attrice e ballerina spagnola
- Francesco Bastianoni, disegnatore e illustratore italiano
- Taoufik Ben Brik, giornalista e scrittore tunisino
- Dee Nasty, disc jockey, produttore discografico e rapper francese
- Mauro Bigonzetti, ballerino e coreografo italiano
- Eli Biham, crittografo e crittanalista israeliano
- Maxim Biller, scrittore tedesco
- Bright Bimpong, artista ghanese
- Gil Boggs, direttore artistico e danzatore statunitense
- Paolo Bollini, politico sammarinese
- Franko B, artista italiano
- Riccardo Brazzale, direttore d'orchestra, compositore e musicista italiano
- William Brodrick, scrittore britannico
- Scientist, produttore discografico giamaicano
- R. Paul Butler, astronomo statunitense
- Aida Buturović, bibliotecaria bosniaca († 1992)
- Daniele Callegari, direttore d'orchestra italiano
- Cheick Fantamady Camara, regista e attore guineano († 2017)
- Giuseppe Caramazza, missionario italiano
- Maria do Carmo Silveira, politica saotomense
- Bernardo Carvalho, scrittore e giornalista brasiliano
- Linda Castillo, scrittrice statunitense
- Ken Coar, programmatore statunitense
- Sally Cockburn, matematica canadese
- Matteo Codignola, traduttore e scrittore italiano
- Deborah Colker, coreografa, regista teatrale e ballerina brasiliana
- Dodi Conti, attrice italiana
- Michael Corbin, ambasciatore e diplomatico statunitense
- Annie Corley, attrice statunitense
- Paolo Cottignola, montatore italiano
- Simon Crane, attore e stuntman britannico
- Fabio Croce, editore, scrittore e politico italiano
- Nilo Cruz, drammaturgo cubano
- Sergio Curreli, serial killer italiano
- Greg Davidson, sceneggiatore e produttore televisivo statunitense
- Francesco De Filippo, scrittore, saggista e giornalista italiano
- Maria Pia De Vito, cantante e compositrice italiana
- Bruno De Wever, storico, docente e scrittore belga
- Carl Deckard, inventore, insegnante e imprenditore statunitense († 2019)
- Clémentine Deliss, critica d'arte e antropologa britannica
- Omar Derouich, poeta e traduttore marocchino
- Enzo Di Pasquale, scrittore italiano
- Gilbert Diendéré, generale burkinabé
- Danièle Diwouta-Kotto, designer e architetto camerunese
- Clément Djadji, ex cestista e allenatore di pallacanestro ivoriano
- Elvira Dones, scrittrice, giornalista e sceneggiatrice albanese
- David Dunning, psicologo statunitense
- Christine Dwyer Hickey, scrittrice irlandese
- Chris Eckman, cantautore e musicista statunitense
- Peretz Eliyahu, compositore israeliano
- Kin Endate, astronomo giapponese
- Roger Eno, compositore inglese
- Ernie C, chitarrista e produttore discografico statunitense
- Bruna Esposito, artista italiana
- Gyan Evans, cantautrice e produttrice discografica australiana
- Véronique Fagot, modella francese
- Monica Farnetti, scrittrice italiana
- Angelo Ferracuti, scrittore italiano
- Tadeusz Fijas, ex saltatore con gli sci polacco
- Roberto Fioretto, allenatore di pallacanestro italiano
- Jineane Ford, modella statunitense
- Mary Therese Friel, modella statunitense
- Tetsuya Fujii, astronomo giapponese
- Harald Gefle, ex sciatore alpino norvegese
- Andreas Georgiou, economista greco
- Mohammad-Reza Gharaei Ashtiani, generale iraniano
- Jim Gillespie, regista scozzese
- Brigitte Giraud, scrittrice francese
- Andrew Glassner, informatico e scrittore statunitense
- Robert Gligorov, artista macedone
- Tom Glinos, astronomo canadese
- Alan Glynn, scrittore irlandese
- Michel Godard, musicista e compositore francese
- Roderick Gordon, scrittore britannico
- Carlo Grante, pianista italiano
- Luigi Grassia, giornalista e scrittore italiano
- Mauro Brasília, ex giocatore di calcio a 5 brasiliano
- Daniel Greene, attore statunitense
- Sarah Greenwood, scenografa britannica
- John Greyson, regista, sceneggiatore e produttore cinematografico canadese
- Annie Griffin, regista, sceneggiatrice e produttrice cinematografica statunitense
- José Luis Guerín, regista e sceneggiatore spagnolo
- Arjun Gupta, dirigente d'azienda e imprenditore statunitense
- Stephen Hague, produttore discografico statunitense
- Peter Hambleton, attore neozelandese
- Chris Hammer, scrittore e giornalista australiano
- François Hanss, regista e sceneggiatore francese
- Frank van Harmelen, informatico olandese
- Nahed Hattar, scrittore e giornalista giordano († 2016)
- Hans Höger, storico dell'arte e saggista tedesco
- Tracy Hogg, infermiera e saggista britannica († 2004)
- Jennifer Homans, scrittrice e critica teatrale statunitense
- Dawn Hope, attrice, cantante e ballerina inglese
- Iaia Caputo, scrittrice, giornalista e traduttrice italiana
- Trinidad Iglesias, attrice spagnola
- Heinz Janisch, scrittore e giornalista austriaco
- Martin Jean, organista e docente statunitense
- Michael Jecks, scrittore inglese
- François Jodoin, ex sciatore alpino e allenatore di sci alpino canadese
- Peter Jánosi, egittologo austriaco
- Ashley Kahn, scrittore, giornalista e produttore discografico statunitense
- David Keating, regista, sceneggiatore e produttore cinematografico irlandese
- Bob Keen, regista, truccatore e effettista britannico
- Sung Kim, politico e diplomatico sudcoreano
- John King, scrittore inglese
- Makoto Kobayashi, designer giapponese
- Nikolo Kocev, polistrumentista, compositore e produttore discografico bulgaro
- Matthias Koßler, filosofo tedesco
- Krystyna Kuhn, scrittrice tedesca
- Stefan Kürti, astronomo slovacco
- Marc Laidlaw, scrittore e autore di videogiochi statunitense
- Giorgia Lauda, cantante italiana
- Gerhard Lehmann, astronomo tedesco
- Rod Liddle, giornalista e saggista britannico
- Edith Lindner, ex sciatrice alpina austriaca
- Dmitrij Liss, direttore d'orchestra russo
- Bentley Little, scrittore statunitense
- Albert Lucas, giocoliere statunitense
- Luo Qi, scrittore cinese
- Ian MacNeil, scenografo britannico
- Teresa Macrì, critica d'arte e scrittrice italiana
- Filomena Maggino, statistica italiana
- Luca Magni, imprenditore e dirigente d'azienda italiano
- Duccio Malagamba, fotografo italiano
- Lev Manovich, scrittore statunitense
- Thomas Manss, designer tedesco
- Maria Helena Manzan, pittrice brasiliana
- Marian Marinache, cestista rumeno († 2025)
- Leïla Marouane, scrittrice algerina
- Miguel Ángel Martín, fumettista spagnolo
- Rosa Matteucci, scrittrice italiana
- Wendy Matthews, cantante canadese
- Kym Mazelle, cantante statunitense
- Patricia Mazuy, regista e sceneggiatrice francese
- Perihan Mağden, scrittrice e giornalista turca
- Rita McBride, scultrice statunitense
- Peter McConnell, compositore statunitense
- Alan McElroy, sceneggiatore, produttore cinematografico e regista statunitense
- Alecia McKenzie, scrittrice, giornalista e poetessa giamaicana
- Bill McKibben, ambientalista statunitense
- Claudia Meier, ex atleta paralimpica tedesca
- Billy Merasty, attore e drammaturgo canadese
- Paolo Miccichè, regista italiano
- Beatriz Milhazes, pittrice brasiliana
- Fukio Mitsuji, autore di videogiochi giapponese († 2008)
- Yanar Mohammed, attivista irachena
- Valter Montini, allenatore di pallacanestro italiano
- Pilar Montoya, danzatrice spagnola († 2015)
- Lisa Moore, pianista australiana
- Abdolrahim Mousavi, generale iraniano
- Sibusiso Moyo, politico e generale zimbabwese († 2021)
- Zwelethu Mthethwa, artista e fotografo sudafricano
- Ulisse Munari, astronomo italiano
- Mu'adh al-Khatib, ingegnere e politico siriano
- Pete Namlook, musicista, produttore discografico e compositore tedesco († 2012)
- Seyed Reza Hosseini Nassab, iraniano
- Nicholas Nevid, ex nuotatore statunitense
- Carmelo Nicosia, fotografo e fotoreporter italiano
- Riccardo Nova, musicista italiano
- Fernando Novas, paleontologo argentino
- David Nutter, regista statunitense
- Stanford Olsen, tenore statunitense
- Giancarlo Onorato, musicista, scrittore e pittore italiano
- Frank Ostrowski, programmatore tedesco († 2011)
- Tim Ovens, pianista, compositore e artista tedesco
- Ian Page, cantante e scrittore inglese
- Sampat Pal Devi, attivista e scrittrice indiana
- Beatrice Palme, attrice italiana
- Themīs Panou, attore greco
- Claudio Paradiso, flautista e musicista italiano
- Darrell Pasloski, politico canadese
- Chiara Patarino, scrittrice italiana
- Carlo Patriarca, scrittore italiano
- Chuck Patton, fumettista e sceneggiatore statunitense
- Franco Paturzo, organista, compositore e storico italiano († 2013)
- Michelle Paver, scrittrice britannica
- Gualtiero Peirce, giornalista, scrittore e regista italiano
- Joan Pennington, ex nuotatrice statunitense
- Tom Perry, alpinista italiano
- Lars Petrus, svedese
- Pham Thi Hoai, scrittrice, editrice e traduttrice vietnamita
- Giuliano Piccininno, fumettista italiano
- Daniele Pitteri, saggista e giornalista italiano
- Marco Giovanni Piuri, dirigente d'azienda italiano
- Marina Pizziolo, storica dell'arte e critica d'arte italiana
- Gert-René Polli, generale austriaco
- Jerry Potenza, attore e comico italiano
- Catherine Poulain, scrittrice francese
- Charles Pépin, giornalista e scrittore francese
- Lee Quinones, writer statunitense
- David Lincoln Rabinowitz, astronomo statunitense
- Álvarez Rabo, fumettista spagnolo
- Robert John Raven, aracnologo australiano
- Dainius Razauskas, storico, traduttore e scrittore lituano
- Fabiana Redivo, scrittrice italiana
- Christian Renoux, storico francese
- Saverio Ricci, storico e saggista italiano
- Garth Richardson, produttore discografico canadese
- Giorgio Rossi, danzatore e coreografo italiano
- Kathleen Rowe McAllen, attrice statunitense
- Joe Rush, scultore britannico
- Jean-Luc Sandoz, ingegnere francese
- Enzo Santaniello, attore cinematografico italiano
- Lucio Saviani, filosofo italiano
- John Schlag, informatico e effettista statunitense
- Joachim Schlör, docente tedesco
- Ken Schretzmann, montatore statunitense
- James Vernon Scotti, astronomo statunitense
- Jan-Philipp Sendker, scrittore tedesco
- Marco Sgrosso, attore, regista e pedagogo italiano
- Nick Sheppard, chitarrista britannico
- John Shipley, giocatore di poker inglese
- Himani Shivpuri, attrice indiana
- Linos-Alexandre Sicilianos, giurista e magistrato greco
- Daniel Silva, scrittore statunitense
- Suzanne Simard, ecologa e botanica canadese
- Francesco Simoni, compositore di scacchi italiano
- Rob Slater, alpinista e arrampicatore statunitense († 1995)
- Viviana Sofronitsky, pianista russa
- Cornelia Sollfrank, artista e blogger tedesca
- Aleksandr Solonik, mafioso russo († 1997)
- Jaime St. James, cantante statunitense
- Vincenzo Stranieri, mafioso italiano
- Francesca Sundsten, pittrice statunitense († 2019)
- Joseph Swensen, direttore d'orchestra, violinista e compositore statunitense
- Aurora Sánchez, attrice spagnola
- Stephan Talty, giornalista e scrittore statunitense
- Yōhei Taneda, scenografo e direttore artistico giapponese
- Dawn Ostroff, giornalista statunitense
- Tom Tataranowicz, sceneggiatore e produttore televisivo statunitense
- Sami Tchak, scrittore togolese
- Ann Telnaes, fumettista statunitense
- Antonio Tentori, scrittore e sceneggiatore italiano
- Annick Thoumazeau, cantante francese
- Shin Togashi, regista giapponese
- Giulio Tononi, psichiatra e neuroscienziato italiano
- Paolo Toselli, scrittore e ufologo italiano
- Domenico Trischitta, scrittore, giornalista e drammaturgo italiano
- Eukleidīs Tsakalōtos, economista e politico greco
- Stuart Tyson Smith, egittologo, antropologo e archeologo statunitense
- Domenico Talia, informatico italiano
- Gloria María Valenciano, modella spagnola
- Athanasios Vardalīs, politico greco
- Christine Volkmann, economista tedesca
- Phan Văn Giang, generale e politico vietnamita
- Loïc Wacquant, sociologo francese
- Kjell Waløen, ex sciatore alpino norvegese
- Don Webb, scrittore statunitense
- Walter Werzowa, produttore discografico e compositore austriaco
- Susanna White, regista britannica
- Joss Williams, effettista britannico († 2020)
- Wing, cantante cinese
- Morgen Witzel, storico e economista canadese
- Hideo Yamamoto, direttore della fotografia giapponese
- Tadayoshi Yamamuro, animatore giapponese
- William Kwong Yu Yeung, astronomo canadese
- Lilia Zaouali, scrittrice tunisina
- Abd al-Aziz bin Majid Al Sa'ud, principe e politico saudita
- Abd al-Aziz bin Salman Al Sa'ud, politico saudita
- Paul van Capelleveen, poeta olandese
- Daniyar Üsönov, politico kirghiso